# Sono nel sogno verde di un vegetale/Sul suo letto di morte
Sono nel sogno verde di un vegetale/Sul suo letto di morte è un singolo discografico del gruppo musicale italiano I Giganti, pubblicato in Italia nel 1972.

## Tracce
1. Sono nel sogno verde di un vegetale – 3:06 (Riccardo Pradella, Marinco Rigaldi)
2. Sul suo letto di morte – 4:15 (Piero De Rossi, Vincenzo Tempera)

Durata totale: 7:21

## Formazione
- Sergio Di Martino: basso, voce
- Enrico Maria Papes: batteria, voce
- Mino Di Martino: chitarra, voce
- Francesco Marsella: tastiere, voce